# Achrysocharoides celtidis
Achrysocharoides celtidis är en stekelart som beskrevs av Kamijo 1990. Achrysocharoides celtidis ingår i släktet Achrysocharoides och familjen finglanssteklar. Inga underarter finns listade i Catalogue of Life.